# C-Src
پروتو-آنکوژن تیروزین-پروتئین کینازِ سارک (انگلیسی: Proto-oncogene tyrosine-protein kinase Src) که با عنوانِ «پروتو-آنکوژن سی-سارک» هم شناخته می‌شود و اغلب با نامِ اختصاری «سی-سارک» (c-Src) از آن یاد می‌شود، یک پروتئین تیروزین کیناز غیر گیرنده‌ای است که در انسان توسط ژن «SRC» کُد می‌شود.
این پروتئین باقیمانده‌های خاص تیروزینی را در سایر پروتئین‌ها فسفریله می‌کند. افزایش فعالیتِ سی-سارک را با پیشرفت سرطان مرتبط می‌دانند. این پروتئین یک دومِـین تیروزین کینازی، یک دومِـین «SH2» و یک دومِـین «SH3» دارد.
این پروتئین نخستین بار توسط جی. مایکل بیشاپ و هارولد وارموس کشف شد که بابت آن در سال ۱۹۸۹ میلادی، برندهٔ جایزه نوبل فیزیولوژی و پزشکی شدند.
بیش‌فعالیِ مسیرِ پیام‌دهیِ مرتبط با سی-سارک، در ۵۰٪ تومورهای رودهٔ بزرگ، کبد، ریه، پستان و پانکراس دیده شده‌است.
برخی از بازدارنده‌های تیروزین کیناز که سی-سارک را هدف قرار می‌دهند، برای مصارف درمانی ساخته شده‌اند. یک نمونهٔ برجسته از این داروها، «داساتینیب» است که در درمان لوسمی مزمن مغز استخوان (CML) و همچنین برخی موارد خاص از لوسمی حاد لنفاوی که دارای کروموزوم فیلادلفیا باشند (Ph+ ALL) بکار می‌رود. پژوهش‌هایی جهت استفاده از این دارو در سرطان‌های پستان، پروستات و لنفوم غیر هوچکین انجام شده‌است.